# 파올라 코르텔레시
파올라 코르텔레시(Paola Cortellesi, 1973년 11월 24일 ~ )는 이탈리아의 배우, 영화 감독, 영화 각본가, 영화 프로듀서이다. 다비드 디 도나텔로상 여우주연상 2회(2011, 24) 수상자이다.

## 출연 작품
- 우리에게는 아직 내일이 있다 (2023)
- 고속도로 위의 고양이 (2017)
- 완벽한 남자 (2016)
- 더 라스트 윌 비 더 라스트 (2015)
- 에스코트 인 러브 (2011)
- 남자대여자: 섹스가 문제다 (2010)
- 더 피직스 오브 워터 (2009)